# Take Me Out (televisieprogramma)
Take Me Out was een Nederlands datingprogramma dat van maart 2009 tot en met mei 2013 te zien was op RTL 5. Het programma werd van 2009 tot en met 2012 gepresenteerd door Eddy Zoëy, in 2013 werd het programma gepresenteerd door Jan Kooijman.
Take Me Out is gebaseerd op het Australische "Taken Out". Hetzelfde format werd gebruikt in programma's in meer landen; zoals Denemarken, Ierland, Indonesië, Turkije, Zweden, Finland, Spanje, Japan, China en het Verenigd Koninkrijk.
In september 2021 keerde het programma na acht jaar terug onder de titel Take Me Out: Mother Knows Best. In deze editie staan de moeders van de vrijgezelle dames achter het panel om de mannen te beoordelen. De presentatie is sinds deze nieuwe versie in handen van Rick Brandsteder.

## Format
Take Me Out is volledig gebaseerd op daten. In deze show krijgen dertig vrouwen de kans een man te beoordelen. Dit wordt gedaan door middel van drie rondes.
Een man komt het podium op en gaat voor de dertig vrouwen staan. Dan begint het spel.
- De eerste ronde is volledig gericht op het uiterlijk. De man vertelt zijn naam, leeftijd en waar hij vandaan komt. Hierna krijgen de vrouwen een aantal seconden om zichzelf weg te stemmen voor de man.
- In de tweede ronde krijgt de man de kans om te laten zien wie hij is. Dit kan door een filmpje dat gemaakt is van tevoren, maar hij kan ook een showtje of iets speciaals doen ter plekke. Opnieuw krijgen de vrouwen een kans om zichzelf weg te stemmen.
- De derde ronde is de laatste ronde. Hier wordt een filmpje in afgespeeld dat gemaakt is door familie of vrienden. Meestal vertellen deze personen de "slechtere kant" van deze persoon. Ook kan er geen filmpje zijn en geeft de man een act. Opnieuw mogen vrouwen zichzelf wegstemmen.

Op het einde is er dan nog een aantal vrouwen dat overblijft. Nu worden de rollen omgedraaid en mag de man de vrouwen wegdrukken, tot hij één vrouw over heeft met wie hij op date wil. Deze keuze kan hij ook nog maken door een vraag aan ze te stellen.

## Trivia
- Enkele keren werd een zogeheten 'homo-editie' van het programma gedaan waarin dertig mannen de mannelijke kandidaat beoordeelt.[5]
- Op FunX kwam een oude kandidaat die claimde dat het programma gedeeltelijk in scène is gezet.[6] Later bleek inderdaad dat een ingehuurde pornoactrice in het programma zat.[7]
- Na dit programma zijn onder andere Britt Dekker en Ymke Wieringa bekend geworden doordat zij met dank aan dit programma mochten deelnemen aan diverse andere televisieprogramma's.[8]